# Memorial Cup
La Memorial Cup è un trofeo per club di hockey su ghiaccio assegnato alla formazione vincitrice della Canadian Hockey League, il principale campionato giovanile nordamericano. Ogni anno le tre squadre vincitrici delle leghe appartenenti alla CHL, la Western Hockey League (WHL), l'Ontario Hockey League (OHL) e la Quebec Major Junior Hockey League (QMJHL), insieme ad una quarta formazione selezionata per ospitare l'evento si contendono la conquista della coppa, nota per motivi di sponsorizzazione come "MasterCard Memorial Cup Tournament".
In origine noto come OHA Memorial Cup il trofeo fu donato nel 1919 dalla Ontario Hockey Association in memoria dei soldati della Canadian Army caduti durante la prima guerra mondiale. Nel 2010 l'intitolazione del trofeo fu estesa a tutti i soldati caduti per il Canada in ogni conflitto. Fin dalla sua istituzione nel 1919 fino al 1971 la Memorial Cup fu assegnata con una serie di incontri per determinare la squadra giovanile campione di Canada. La Canadian Amateur Hockey Association modificò il formato del trofeo nel 1972, quando i campionati di hockey "Junior A" furono divisi in due sezioni; la Memorial Cup fu allora adottato come premio per la squadra vincente della massima divisione, denominata "Major Junior". Sessanta squadre appartenenti alle tre leghe della CHL possono contendersi la conquista della Memorial Cup, in rappresentanza di nove province canadesi e di cinque stati americani.
A partire dall'istituzione dei playoff fra le squadre delle tre leghe nel 1972 la Western Hockey League ha vinto il titolo per 19 volte, l'Ontario Hockey League 16 volte mentre la Quebec Major Junior Hockey League conta 10 successi. I Toronto Marlboros vantano sette successi, record assoluto. Fra le squadre ancora in attività gli Oshawa Generals vantano cinque vittorie.

## Storia

### Dal 1919 al 1971
La Memorial Cup fu donata alla Canadian Amateur Hockey Association nel 1919 dalla Ontario Hockey Association in memoria dei soldati caduti per il Canada nel corso della prima guerra mondiale. Si stabilì che il premio venisse assegnato ai campioni giovanili del Canada in una sfida dal formato Est contro Ovest. I campioni orientali, premiati a partire dal 1932 con il George Richardson Memorial Trophy, sfidarono i campioni occidentali, vincitori della Abbott Cup. La prima finale vide affrontarsi gli University of Toronto Schools opposti ai Regina Patricias (oggi noti come Regina Pats) al meglio delle due gare, con la vincitrice determinata dal numero di reti segnate nel corso della serie. La squadra di Toronto surclassò quella di Regina grazie a due vittorie per 14-3 e per 15-5, per un totale di 29-8.
La sfida testa a testa per la conquista della Memorial Cup subì nel corso degli anni numerosi cambiamenti nel proprio regolamento. La CAHA approvò nel 1925 un formato al meglio delle tre sfide, così che fosse premiata la squadra capace di vincere due partite. Nel 1938 la serie finale fu invece portata al meglio delle cinque sfide, mentre dal 1943 al meglio delle sette sfide. Nel corso delle edizioni della Memorial Cup vi furono due importanti eccezioni: nel 1949 la finale fra i Montreal Royals e i Brandon Wheat Kings richiese un'ottava sfida a causa di Gara-3, conclusasi con un pareggio. Nel 1971 invece la finale fra Québec Remparts ed Edmonton Oil Kings rischiò la cancellazione a causa di alcune polemiche riguardanti la partecipazione di una squadra appartenente alla Western Canada Hockey League, lega dichiarata illegale pochi anni prima per l'utilizzo di giocatori fuori-quota e che riceveva maggiori somme di denaro da parte della CAHA per i trasferimenti via aereo. Alla fine le divergenze furono superate e fu disputata una serie accorciata al meglio delle tre gare nella città di Québec.
Nonostante il formato del torneo, che escludeva la messa in palio della Memorial Cup da parte della squadra vincitrice, per due volte una squadra avanzò la pretesa di sfidare i campioni in carica. Nel 1920, dopo che il Toronto Canoe Club sconfisse i Selkirk Fishermen, i Fort William Beavers sfidarono i campioni per aggiudicarsi in trofeo. Toronto accettò la sfida e superò facilmente Fort William per 11-1 in una partita secca. La seconda sfida giunse mezzo secolo dopo, nel 1970. La squadra della WCHL dei Flin Flon Bombers sfidò i campioni dei Montreal Junior Canadiens. Considerata illegale dalla CAHA, la WCHL non poteva schierare le proprie formazioni per i playoff della Memorial Cup. I Junior Canadiens tuttavia non accettarono la sfida.

### Dal 1972 al 1982
Nel 1970 la CAHA divise la sezione "Junior A" in due livelli, creando il gruppo "Major-Junior" che raccoglieva le tre principali leghe giovanili nordamericane: la Quebec Major Junior Hockey League (QMJHL), la Ontario Hockey Association (OHA, divenuta OHL) e la Western Canada Hockey League (WCHL, divenuta WHL). Si decise che la Memorial Cup sarebbe diventata il nuovo trofeo per le squadre della fascia "Major Junior", mentre per premiare la squadra vincitrice delle leghe giovanili minori fu creato il Manitoba Centennial Trophy. La CAHA attuò la trasformazione dei propri campionati nel 1972, e la Memorial Cup sarebbe stata assegnata attraverso un doppio girone all'italiana per un totale di quattro incontri fra le formazioni vincitrici delle tre leghe; alla fine degli incontri si sarebbe disputata la finale per il titolo fra le due squadre meglio classificate al termine del girone.  La creazione in WHL dei Portland Winter Hawks nel 1976 portò per la prima volta la CHL a varcare i confini degli Stati Uniti, mentre nel 1982 proprio i Winter Hawks furono la prima squadra statunitense a prendere parte ai playoff per la Memorial Cup.

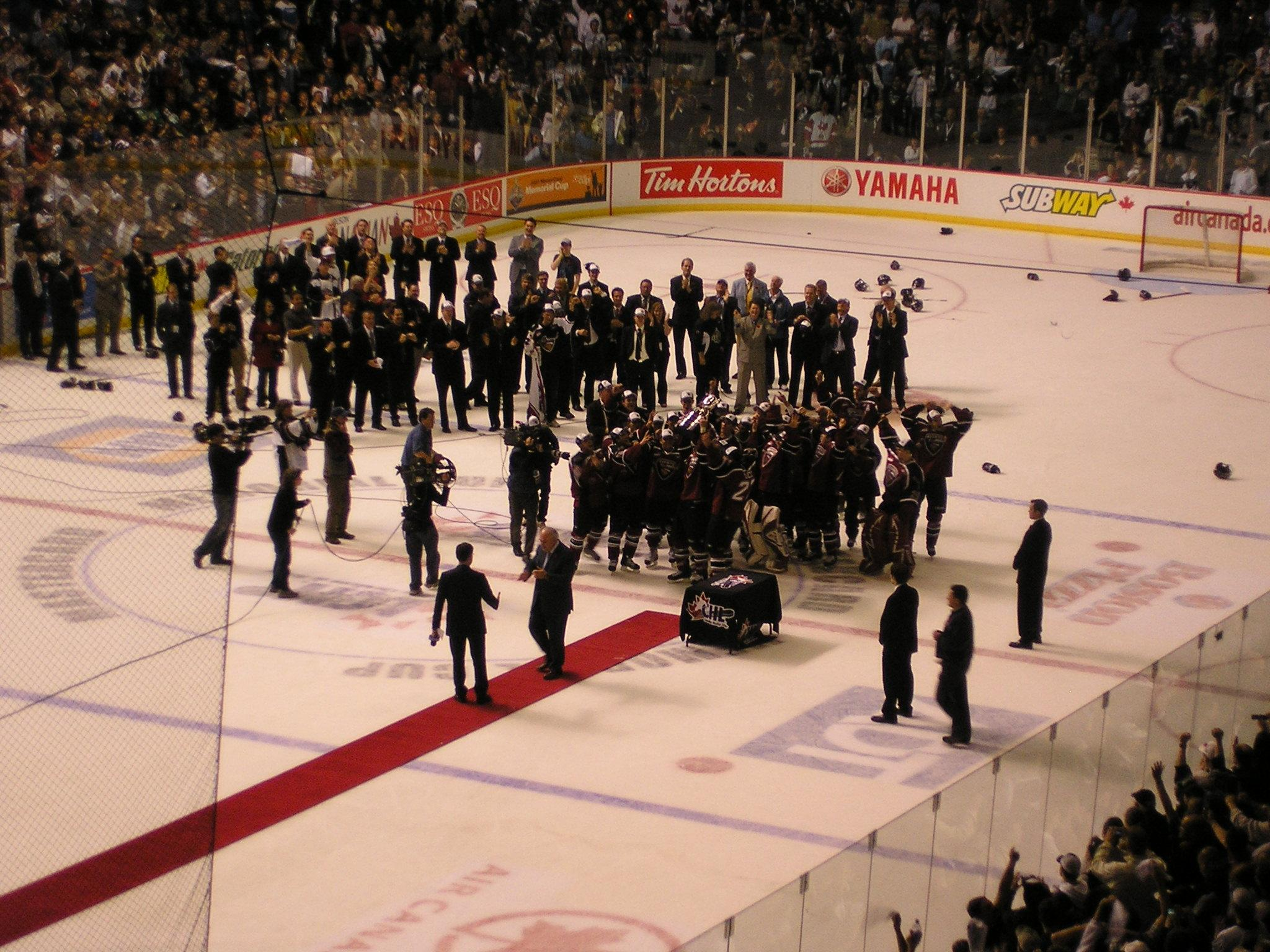
I Vancouver Giants festeggiano la vittoria della Memorial Cup 2007 disputata nella loro arena.

### Dal 1983 ad oggi
Nel 1983 la Memorial Cup fu ampliata fino a comprendere quattro formazioni; al posto di ospitare il torneo su un campo neutrale la CHL scelse ad inizio stagione una città che avrebbe ospitato le finali del torneo garantendo così la partecipazione della propria squadra. Per il primo anno si scelse di giocare a Portland in casa dei Winter Hawks; per la prima volta il torneo fu giocato fuori dal Canada e in virtù del successo proprio dei Winter Hawks per la prima volta ad imporsi fu una squadra statunitense. I Winter Hawks diventarono anche la prima squadra nella storia della Memorial Cup a vincere nonostante l'eliminazione nei playoff della propria lega, infatti quell'anno nei playoff furono sconfitti in finale dai Lethbridge Broncos.
Il formato a quattro squadre è rimasto invariato da allora, mentre la formazione sede del torneo viene scelta a rotazione fra le tre diverse leghe. Tuttavia nel 1987 le partecipanti alla Memorial Cup furono solo tre. Per determinare la sede dell'evento la OHL organizzò una "super series" prima dell'inizio dei playoff. Il torneo fu vinto dagli Oshawa Generals, capaci tuttavia di imporsi anche nella finale della OHL. Perciò la OHL scelse di inviare solo la formazione di Oshawa alla Memorial Cup. In tutti gli altri tornei nei quali la squadra ospitante conquistò anche i playoff come seconda squadra in rappresentanza della stessa lega alla Memorial Cup fu scelta l'altra finalista.

## Edizioni della Memorial Cup

### Dal 1919 al 1971
| Anno | Campioni                      | Punteggio | Finalisti                 | Sede/i                         |
| ---- | ----------------------------- | --------- | ------------------------- | ------------------------------ |
| 1919 | University of Toronto Schools | 29-8      | Regina Pats               | Toronto                        |
| 1920 | Toronto Canoe Club Paddlers   | 15-5      | Selkirk Fishermen         | Toronto                        |
| 1921 | Winnipeg Junior Falcons       | 11-9      | Stratford Midgets         | Toronto                        |
| 1922 | Fort William Great War Vets   | 8-7       | Regina Pats               | Winnipeg                       |
| 1923 | Manitoba Bisons               | 14-6      | Kitchener Greenshirts     | Toronto                        |
| 1924 | Owen Sound Greys              | 7-5       | Calgary Canadians         | Winnipeg                       |
| 1925 | Regina Pats                   | 2-0       | Toronto Aura Lee          | Toronto                        |
| 1926 | Calgary Canadians             | 2-1       | Queen's University        | Winnipeg                       |
| 1927 | Owen Sound Greys              | 2-0       | Port Arthur West End Jrs. | Toronto                        |
| 1928 | Regina Pats                   | 2-1       | Ottawa Gunners            | Toronto                        |
| 1929 | Toronto Marlboros             | 2-0       | Elmwood Millionaires      | Toronto                        |
| 1930 | Regina Pats                   | 2-0       | West Toronto Nationals    | Winnipeg                       |
| 1931 | Elmwood Millionaires          | 2-1       | Ottawa Primroses          | Toronto e Ottawa               |
| 1932 | Sudbury Wolves                | 2-1       | Winnipeg Monarchs         | Winnipeg                       |
| 1933 | Newmarket Hurricanes          | 2-0       | Regina Pats               | Toronto                        |
| 1934 | St. Michael's Majors          | 2-0       | Edmonton Athletics        | Winnipeg                       |
| 1935 | Winnipeg Monarchs             | 2-1       | Sudbury Wolves            | Winnipeg                       |
| 1936 | West Toronto Nationals        | 2-0       | Saskatoon Wesleys         | Toronto                        |
| 1937 | Winnipeg Monarchs             | 2-1       | Copper Cliff Redmen       | Toronto                        |
| 1938 | St. Boniface Seals            | 3-2       | Oshawa Generals           | Toronto                        |
| 1939 | Oshawa Generals               | 3-1       | Edmonton Athletic Club    | Toronto                        |
| 1940 | Oshawa Generals               | 3-1       | Kenora Thistles           | Winnipeg                       |
| 1941 | Winnipeg Rangers              | 3-2       | Montreal Royals           | Toronto e Montréal             |
| 1942 | Portage Terriers              | 3-1       | Oshawa Generals           | Winnipeg                       |
| 1943 | Winnipeg Rangers              | 4-2       | Oshawa Generals           | Toronto                        |
| 1944 | Oshawa Generals               | 4-0       | Trail Smoke Eaters        | Toronto                        |
| 1945 | St. Michael's Majors          | 4-1       | Moose Jaw Canucks         | Toronto                        |
| 1946 | Winnipeg Monarchs             | 4-3       | St. Michael's Majors      | Toronto                        |
| 1947 | St. Michael's Majors          | 4-0       | Moose Jaw Canucks         | Winnipeg, Moose Jaw e Regina   |
| 1948 | Port Arthur West End Bruins   | 4-0       | Barrie Flyers             | Toronto                        |
| 1949 | Montreal Royals               | 4-3-1     | Brandon Wheat Kings       | Winnipeg e Brandon             |
| 1950 | Canadien Jr. de Montréal      | 4-1       | Regina Pats               | Montréal e Toronto             |
| 1951 | Barrie Flyers                 | 4-0       | Winnipeg Monarchs         | Toronto, Barrie e Québec       |
| 1952 | Guelph Biltmores              | 4-0       | Regina Pats               | Toronto                        |
| 1953 | Barrie Flyers                 | 4-1       | St. Boniface Canadiens    | Winnipeg e Brandon             |
| 1954 | St. Catharines Teepees        | 4-0-1     | Edmonton Oil Kings        | Toronto                        |
| 1955 | Toronto Marlboros             | 4-1       | Regina Pats               | Regina                         |
| 1956 | Toronto Marlboros             | 4-0-1     | Regina Pats               | Toronto                        |
| 1957 | Flin Flon Bombers             | 4-3       | Ottawa Jr. Canadiens      | Flin Flon e Regina             |
| 1958 | Ottawa Jr. Canadiens          | 4-2       | Regina Pats               | Ottawa e Hull                  |
| 1959 | St. James Canadians           | 4-1       | Peterborough Petes        | Winnipeg e Brandon             |
| 1960 | St. Catharines Teepees        | 4-2       | Edmonton Oil Kings        | St. Catharines e Toronto       |
| 1961 | St. Michael's Majors          | 4-2       | Edmonton Oil Kings        | Edmonton                       |
| 1962 | Hamilton Red Wings            | 4-1       | Edmonton Oil Kings        | Hamilton, Guelph and Kitchener |
| 1963 | Edmonton Oil Kings            | 4-2       | Niagara Falls Flyers      | Edmonton                       |
| 1964 | Toronto Marlboros             | 4-0       | Edmonton Oil Kings        | Toronto                        |
| 1965 | Niagara Falls Flyers          | 4-1       | Edmonton Oil Kings        | Edmonton                       |
| 1966 | Edmonton Oil Kings            | 4-2       | Oshawa Generals           | Toronto                        |
| 1967 | Toronto Marlboros             | 4-1       | Port Arthur Marrs         | Thunder Bay                    |
| 1968 | Niagara Falls Flyers          | 4-1       | Estevan Bruins            | Niagara Falls e Montréal       |
| 1969 | Canadien Jr. de Montréal      | 4-0       | Regina Pats               | Montréal e Regina              |
| 1970 | Canadien Jr. de Montréal      | 4-0       | Weyburn Red Wings         | Montréal                       |
| 1971 | Québec Remparts               | 2-0       | Edmonton Oil Kings        | Québec                         |

### Dal 1972 al 1982
| Anno | Campioni                      | Punteggio | Finalisti                     | Altra squadra                   | Sede/i                              |
| ---- | ----------------------------- | --------- | ----------------------------- | ------------------------------- | ----------------------------------- |
| 1972 | Cornwall Royals (QMJHL)       | 2-1       | Peterborough Petes (OHA)      | Edmonton Oil Kings (WCHL)       | Ottawa                              |
| 1973 | Toronto Marlboros (OHA)       | 9-1       | Québec Remparts (QMJHL)       | Medicine Hat Tigers (WCHL)      | Montréal                            |
| 1974 | Regina Pats (WCHL)            | 7-4       | Québec Remparts (QMJHL)       | St. Catharines B.Hawks (OHA)    | Calgary                             |
| 1975 | Toronto Marlboros (OHA)       | 7-3       | New Westminster Bruins (WCHL) | Sherbrooke Castors (QMJHL)      | Kitchener                           |
| 1976 | Hamilton Fincups (OHA)        | 5-2       | New Westminster Bruins (WCHL) | Québec Remparts (QMJHL)         | Montréal                            |
| 1977 | New Westminster Bruins (WCHL) | 6-5       | Ottawa 67's (OHA)             | Sherbrooke Castors (QMJHL)      | Vancouver                           |
| 1978 | New Westminster Bruins (WHL)  | 7-4       | Peterborough Petes (OHA)      | Trois-Rivières Draveurs (QMJHL) | Sudbury e Sault Ste. Marie          |
| 1979 | Peterborough Petes (OHA)      | 2-1 (OT)  | Brandon Wheat Kings (WHL)     | Trois-Rivières Draveurs (QMJHL) | Sherbrooke, Trois-Rivières e Verdun |
| 1980 | Cornwall Royals (QMJHL)       | 3-2 (OT)  | Peterborough Petes (OHA)      | Regina Pats (WHL)               | Brandon e Regina                    |
| 1981 | Cornwall Royals (QMJHL)       | 5-2       | Kitchener Rangers (OHL)       | Victoria Cougars (WHL)          | Windsor                             |
| 1982 | Kitchener Rangers (OHL)       | 7-4       | Sherbrooke Castors (QMJHL)    | Portland Winterhawks (WHL)      | Hull                                |

### Dal 1983 ad oggi
- La squadra ospitante è indicata in corsivo.

| Anno | Campioni                      | Punteggio | Finalisti                     | Altre squadre                                             |
| ---- | ----------------------------- | --------- | ----------------------------- | --------------------------------------------------------- |
| 1983 | Portland Winterhawks (WHL)    | 8-3       | Oshawa Generals (OHL)         | Lethbridge Broncos (WHL), Verdun Juniors (QMJHL)          |
| 1984 | Ottawa 67's (OHL)             | 7-2       | Kitchener Rangers (OHL)       | Laval Voisins (QMJHL), Kamloops Blazers (WHL)             |
| 1985 | Prince Albert Raiders (WHL)   | 6-1       | Shawinigan Cataractes (QMJHL) | S.S. Marie Greyhounds (OHL), Verdun Jr. Canadiens (QMJHL) |
| 1986 | Guelph Platers (OHL)          | 6-2       | Hull Olympiques (QMJHL)       | Kamloops Blazers (WHL), Portland Winterhawks (WHL)        |
| 1987 | Medicine Hat Tigers (WHL)     | 6-2       | Oshawa Generals (OHL)         | Longueuil Chevaliers (QMJHL)                              |
| 1988 | Medicine Hat Tigers (WHL)     | 7-6       | Windsor Spitfires (OHL)       | D.ville Voltigeurs (QMJHL), Hull Olympiques (QMJHL)       |
| 1989 | Swift Current Broncos (WHL)   | 4-3 (OT)  | Saskatoon Blades (WHL)        | Laval Titan (QMJHL), Peterborough Petes (OHL)             |
| 1990 | Oshawa Generals (OHL)         | 4-3 (OT)  | Kitchener Rangers (OHL)       | Laval Titan (QMJHL), Kamloops Blazers (WHL)               |
| 1991 | Spokane Chiefs (WHL)          | 5-1       | D.ville Voltigeurs (QMJHL)    | Chic. Saguenéens (QMJHL), S.S. Marie Greyhounds (OHL)     |
| 1992 | Kamloops Blazers (WHL)        | 5-4       | S.S. Marie Greyhounds (OHL)   | Seattle Thunderbirds (WHL), Verdun Collège (QMJHL)        |
| 1993 | S.S. Marie Greyhounds (OHL)   | 4-2       | Peterborough Petes (OHL)      | Laval Titan (QMJHL), Swift Current Broncos (WHL)          |
| 1994 | Kamloops Blazers (WHL)        | 5-3       | Laval Titan (QMJHL)           | Chic. Saguenéens (QMJHL), North Bay Centennials (OHL)     |
| 1995 | Kamloops Blazers (WHL)        | 8-2       | Detroit Jr. Red Wings (OHL)   | Brandon Wheat Kings (WHL), Hull Olympiques (QMJHL)        |
| 1996 | Granby Prédateurs (QMJHL)     | 4-0       | Peterborough Petes (OHL)      | Brandon Wheat Kings (WHL), Guelph Storm (OHL)             |
| 1997 | Hull Olympiques (QMJHL)       | 5-1       | Lethbridge Hurricanes (WHL)   | Chic. Saguenéens (QMJHL), Oshawa Generals (OHL)           |
| 1998 | Portland Winterhawks (WHL)    | 4-3 (OT)  | Guelph Storm (OHL)            | Spokane Chiefs (WHL), Val-d'Or Foreurs (QMJHL)            |
| 1999 | Ottawa 67's (OHL)             | 7-6 (OT)  | Calgary Hitmen (WHL)          | Acadie-Bathurst Titan (QMJHL), Belleville Bulls (OHL)     |
| 2000 | Rimouski Océanic (QMJHL)      | 6-2       | Barrie Colts (OHL)            | Halifax Mooseheads (QMJHL), Kootenay Ice (WHL)            |
| 2001 | Red Deer Rebels (WHL)         | 6-5 (OT)  | Val-d'Or Foreurs (QMJHL)      | Regina Pats (WHL)                                         |
| 2002 | Kootenay Ice (WHL)            | 6-3       | Victoriaville Tigres (QMJHL)  | Erie Otters (OHL), Guelph Storm (OHL)                     |
| 2003 | Kitchener Rangers (OHL)       | 6-3       | Hull Olympiques (QMJHL)       | Kelowna Rockets (WHL), Québec Remparts (QMJHL)            |
| 2004 | Kelowna Rockets (WHL)         | 2-1       | Gatineau Olympiques (QMJHL)   | Guelph Storm (OHL), Medicine Hat Tigers (WHL)             |
| 2005 | London Knights (OHL)          | 4-0       | Rimouski Océanic (QMJHL)      | Kelowna Rockets (WHL), Ottawa 67's (OHL)                  |
| 2006 | Québec Remparts (QMJHL)       | 6-2       | Moncton Wildcats (QMJHL)      | Peterborough Petes (OHL), Vancouver Giants (WHL)          |
| 2007 | Vancouver Giants (WHL)        | 3-1       | Medicine Hat Tigers (WHL)     | Lewiston Maineiacs (QMJHL), Plymouth Whalers (OHL)        |
| 2008 | Spokane Chiefs (WHL)          | 4-1       | Kitchener Rangers (OHL)       | Belleville Bulls (OHL), Gatineau Olympiques (QMJHL)       |
| 2009 | Windsor Spitfires (OHL)       | 4-1       | Kelowna Rockets (WHL)         | D.ville Voltigeurs (QMJHL), Rimouski Océanic (QMJHL)      |
| 2010 | Windsor Spitfires (OHL)       | 9-1       | Brandon Wheat Kings (WHL)     | Moncton Wildcats (QMJHL), Calgary Hitmen (WHL)            |
| 2011 | Saint John Sea Dogs (QMJHL)   | 3-1       | St. Michael's Majors (OHL)    | Owen Sound Attack (OHL), Kootenay Ice (WHL)               |
| 2012 | Shawinigan Cataractes (QMJHL) | 2-1 (OT)  | London Knights (OHL)          | Edmonton Oil Kings (WHL), Saint John Sea Dogs (QMJHL)     |
| 2013 | Halifax Mooseheads (QMJHL)    | 6-4       | Portland Winterhawks (WHL)    | London Knights (OHL), Saskatoon Blades (WHL)              |
| 2014 | Edmonton Oil Kings (WHL)      | 6-3       | Guelph Storm (OHL)            | Val-d'Or Foreurs (QMJHL), London Knights (OHL)            |
| 2015 | Oshawa Generals (OHL)         | 2-1 (OT)  | Kelowna Rockets (WHL)         | Québec Remparts (QMJHL), Rimouski Océanic (QMJHL)         |
| 2016 | London Knights (OHL)          | 3-2 (OT)  | R-N Huskies (QMJHL)           | Red Deer Rebels (WHL), Brandon Wheat Kings (WHL)          |